# Interessenvertretung Selbstbestimmt Leben
Die Interessenvertretung Selbstbestimmt Leben in Deutschland e. V. (ISL) ist die Dachorganisation der Zentren für selbstbestimmtes Leben behinderter Menschen mit Sitz in Kassel.

## Geschichte
Der Verein wurde 1990 von behinderten Frauen und Männern gegründet. Sie ist der deutsche Zweig der 1980 gegründeten internationalen Selbstvertretungsbewegung behinderter Menschen Disabled Peoples’ International.
Im Jahr 1992 wurde von der ISL für den 5. Mai jeden Jahres der Europäische Protesttag zur Gleichstellung von Menschen mit Behinderung ins Leben gerufen.

## Ziel
Aufgabe des Vereins ist die gemeinsame Interessenvertretung von Organisationen mit dem Ziel der Gleichstellung, Selbstbestimmung und gesellschaftlichen Teilhabe behinderter Menschen.

## Methoden
Die Satzungsziele sollen insbesondere erreicht werden durch
- Information der Öffentlichkeit über die Lebenssituation von Menschen mit Behinderungen, Änderung des Behindertenbildes in der Öffentlichkeit[6]
- Beratung von Menschen mit Behinderungen nach dem Peer-Counseling-Konzept
- Schulungs-, Weiterbildungsmaßnahmen und/oder gezielte Öffentlichkeitsarbeit
- Initiierung und kritische Begleitung gesetzgeberischer und anderer politischer Maßnahmen auf kommunaler, Landes-, Bundes- und internationaler Ebene
- Vernetzung von Einzelpersonen, Projekten und Organisationen
- die Unterstützung richtungsweisender Gerichts- und Beschwerdeverfahren zur Durchsetzung der Rechte von Menschen mit Behinderungen
- Beratungshotline für behinderte Menschen, ihre Angehörigen sowie Mitarbeiter von Organisationen und Institutionen zum Thema „Rund um das Persönliche Budget“